# Костырко, Пётр Захарович
Пётр Захарович Костырко (1843—1913) — российский генерал от артиллерии, член Военного совета.

## Биография
Происходил из дворян Черниговской губернии, родился 23 августа 1843 года. Образование получил в Петровском Полтавском кадетском корпусе и в Михайловском артиллерийском училище, в которое поступил 20 июня 1863 года и из которого выпущен 13 июля 1864 года подпоручиком в Динабургскую крепостную артиллерию (по другим данным — выпущен в 29-ю артиллерийскую бригаду) и в том же году переведён в Кронштадтскую крепостную артиллерию. 25 августа 1865 года произведён в поручики.
В 1866 году поступил в Михайловскую артиллерийскую академию и 23 октября 1868 года за успехи в науках был произведён в штабс-капитаны с переименованием в поручики гвардейской артиллерии. По окончании курса, в 1869 году, зачислен по полевой пешей артиллерии, с назначением в распоряжение состоявшей при Главном артиллерийском управлении исполнительной комиссии по перевооружению армии и 28 июня получил должность помощника делопроизводителя канцелярии Артиллерийского комитета Главного артиллерийского управления. С этого времени и вплоть до назначения его членом Военного совета вся служба Петра Захаровича Костырко была посвящена Главному артиллерийскому управлению.
Здесь он получил все чины до генерал-лейтенанта включительно: штабс-капитана (28 марта 1871 года), капитана (30 августа 1874 года), полковника (1 апреля 1879 года), генерал-майора (30 августа 1889 года) и генерал-лейтенанта (6 декабря 1897 года).
С 12 октября 1871 года по 4 мая 1880 года занимал должность делопроизводителя канцелярии артиллерийского комитета, затем около одиннадцати лет был начальником арсенального отделения Главного артиллерийского управления.
14 января 1891 года назначен постоянным членом и управляющим делами Артиллерийского комитета; работал в составе комиссии по перевооружению полевой артиллерии; председательствовал в комиссии для ведения дел по перевооружению полевой артиллерии 3-дюймовыми скорострельными пушками (с 1900 года) и неоднократно исправлял обязанности товарища генерал-фельдцейхмейстера (в 1898—1904 годах).
12 декабря 1904 года назначен членом Военного совета, с оставлением, по особому Высочайшему повелению, председателем комиссии по перевооружению полевой артиллерии. В 1905 году назначен членом Совета государственной обороны, а в 1906 году избран в число членов Верховного уголовного суда на текущий год и 6 декабря, за отличие по службе, произведён в генералы от артиллерии.

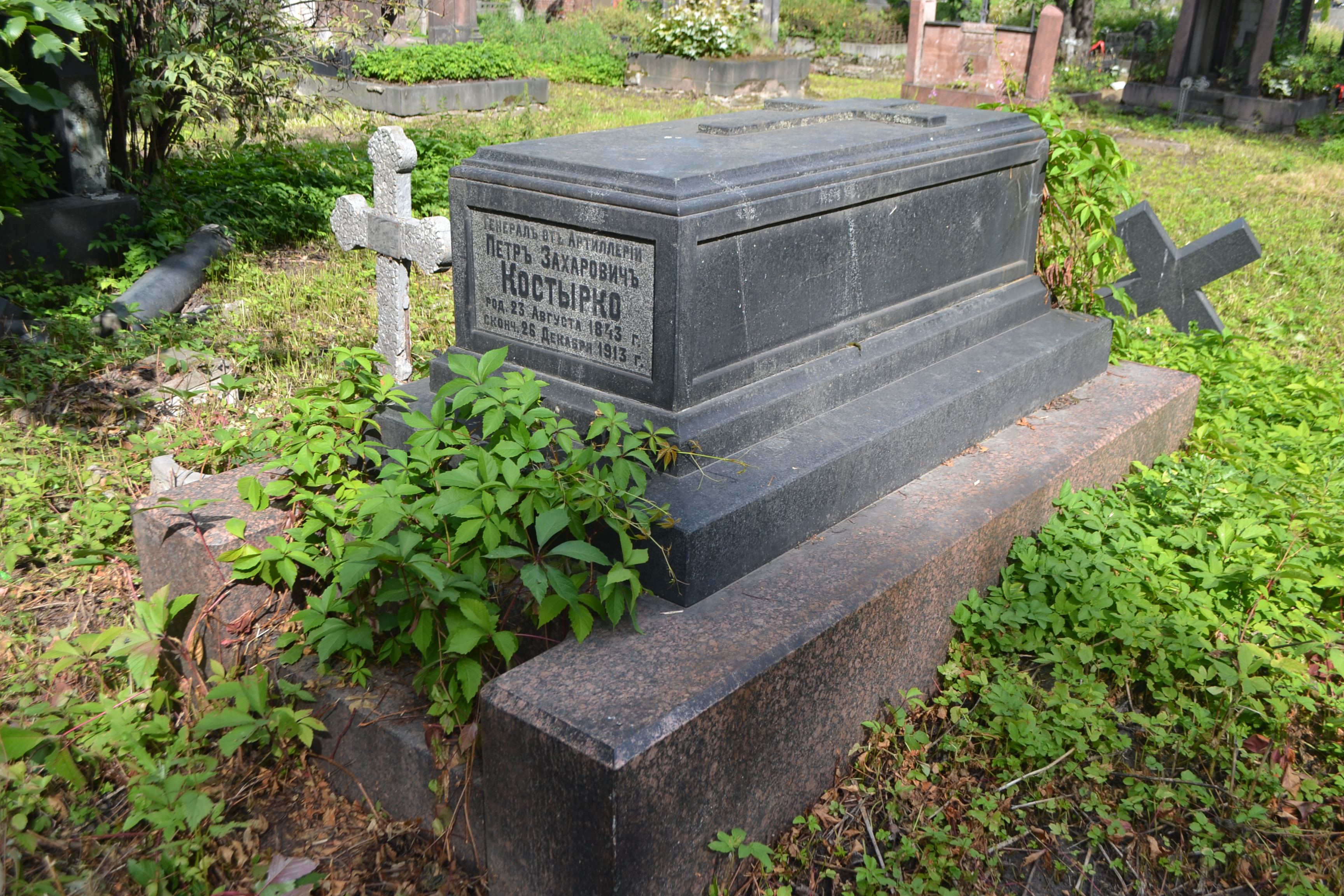
Могила П. З. Костырко

Скончался 25 декабря 1913 года, из списков исключён умершим 28 декабря. Похоронен на Никольском кладбище Александро-Невской лавры в Санкт-Петербурге. 

## Награды
Среди прочих наград Костырко имел ордена:
- Орден Святой Анны 3-й ст. (1874)
- Орден Святого Владимира 4-й ст. (1878)
- Орден Святого Станислава 2-й ст. (1878)
- Орден Святой Анны 2-й ст. (1882)
- Орден Святого Владимира 3-й ст. (1883)
- Орден Святого Станислава 1-й ст. (1892)
- Орден Святой Анны 1-й ст. (14 мая 1896)
- Орден Святого Владимира 2-й ст. (1899)
- Орден Белого орла (6 декабря 1904)
- Орден Святого Александра Невского (6 декабря 1909)